# Miracle in Motown
Col nome di Miracle in Motown si intende un'azione di football americano avvenuta al termine della gara del 3 dicembre 2015 tra i Green Bay Packers e i Detroit Lions. In svantaggio per 23-21 e col tempo regolamentare ormai terminato il quarterback dei Packers Aaron Rodgers effettuò un passaggio dell'Ave Maria da 61 yard nella end zone dei Lions che fu ricevuto dal tight end Richard Rodgers che segnò così il touchdown della vittoria. Nel programma televisivo che seguì la trasmissione della gara sulla CBS il commentatore Jim Nantz chiamò la giocata "Miracle in Motown", dal soprannome della città di Detroit.
La giocata fu premiata come giocata dell'anno alla cerimonia degli NFL Honors per la stagione 2015. L'Hail Mary lanciata da Aaron Rodgers in touchdown è la più lunga nella storia della NFL.

## Antefatti
I Packers arrivarono alla gara avendo perso 4 delle precedenti 5 gare dopo un inizio di stagione invece molto positivo (6-0) e necessitavano di una vittoria per contrastare la corsa al titolo di divisione dei Minnesota Vikings. I Lions venivano da 3 vittorie consecutive e stavano provando a riprendersi da una parte iniziale di stagione non brillante (1-7) e così anch'essi necessitavano di una vittoria per mantenere aperte le possibilità di qualificarsi ai play-off. I Lions avevano anche l'ulteriore spinta dovuta al fatto che dopo aver ottenuto una vittoria 3 settimane prima in casa dei Packers, se si fossero ripetuti anche nella sfida di Detroit avrebbero dominato completamente i rivali di Green Bay in stagione, cosa che non succedeva dal 1991.
L'inizio di gara fu tutto a favore dei Lions che nei primi tre possessi di gioco riuscirono a portarsi sul 17-0, non permettendo ai Packers di segnare punti per tutto il primo tempo e poi, all'inizio del terzo quarto allungando sul 20-0 con un field goal. A questo punto però i Packers si rifecero sotto con convinzione riuscendo a mettere a tabellone 14 punti in meno di 90 secondi effettivi di gioco, segnando un primo touchdown recuperando un fumble nella end zone avversaria e poi un secondo su ricezione. Nell'ultimo quarto di gioco la partita fu più equilibrata, con i Lions che realizzarono un altro field goal e i Packers un altro touchdown, così che a pochi secondi dal termine il risultato era di 23-21 per Detroit.

## La giocata

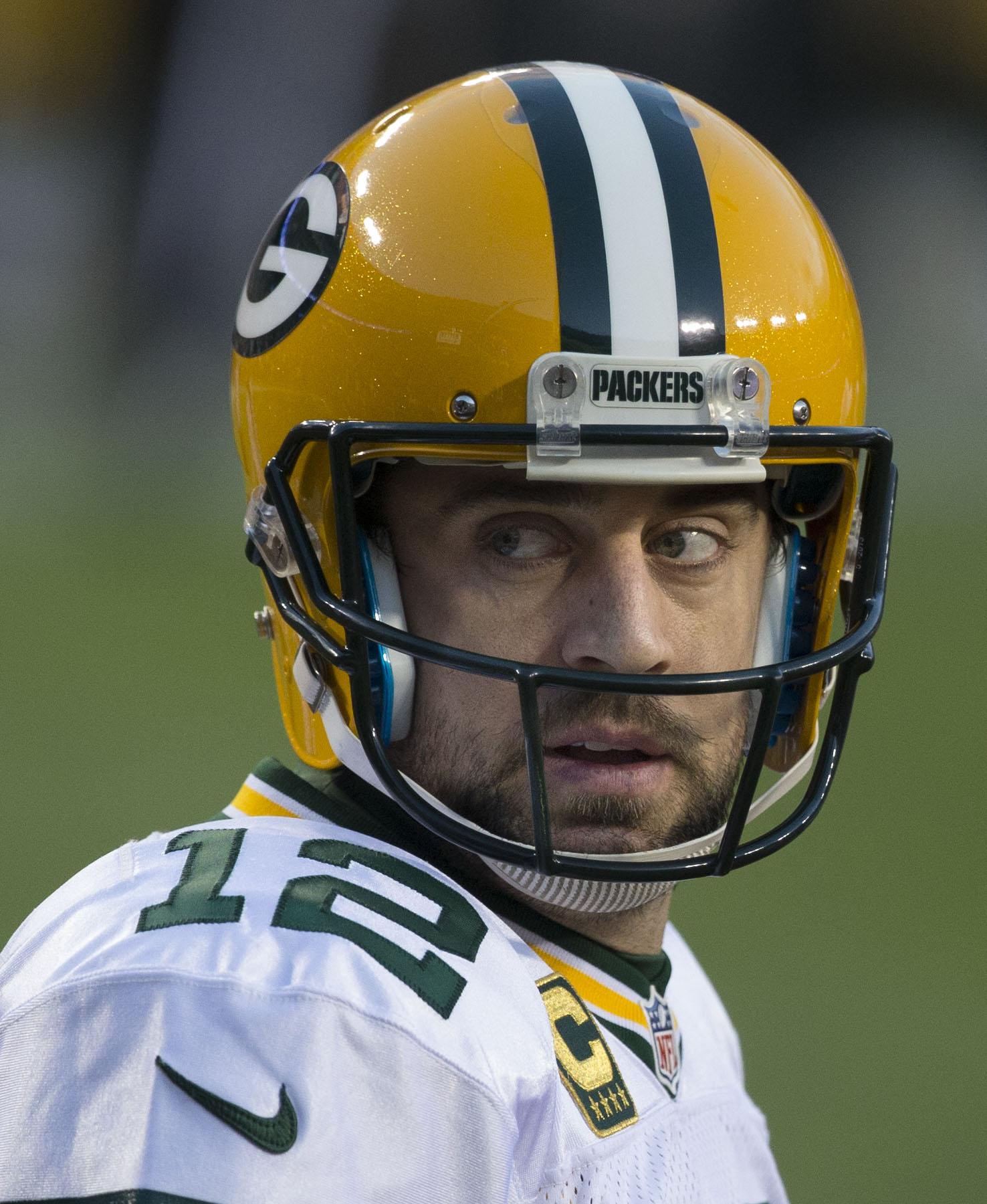
Il quarterback Aaron Rodgers nel 2015

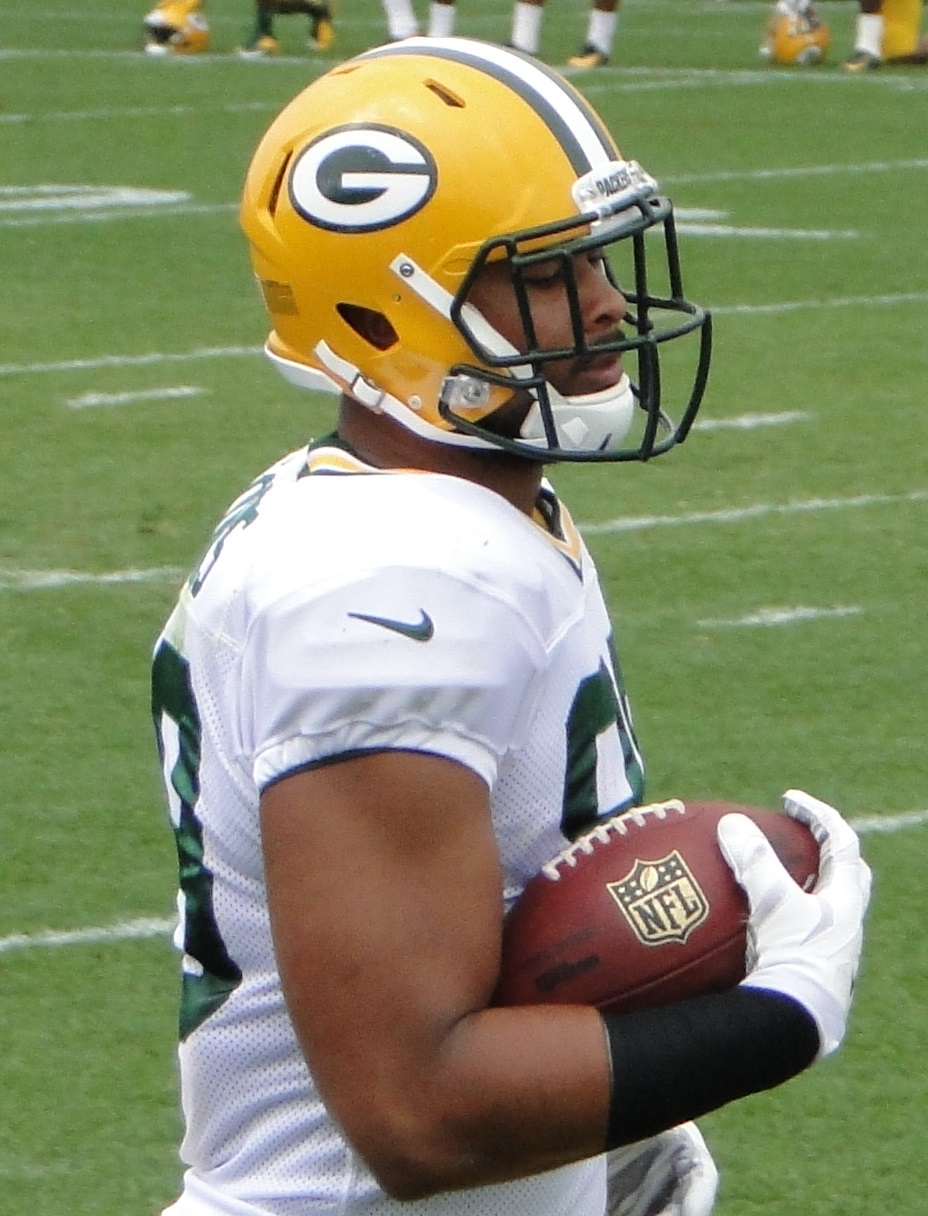
Il tight end Richard Rodgers nel 2015

A 6 secondi dalla fine della partita e con due punti di svantaggio da recuperare i Packers avevano il possesso della palla sulla loro linea delle 21 yard dovendo completare un terzo down e 10. Provando una giocata disperata, dopo un passaggio in avanti e poi uno all'indietro, la palla finì al tight end Richard Rodgers che fece un passaggio laterale per Aaron Rodgers che però fu subito placcato sulla linea delle 24 yard dal difensore dei Lions Devin Taylor, con il cronometro arrivato intanto a zero. La partita sarebbe quindi dovuta finire ma l'arbitro chiamò una penalità di face mask nel placcaggio di Taylor e, considerato che le regole della NFL non consentono ad una gara di terminare su una penalità difensiva, fu concessa ai Packers un'ultima azione a partire dalla linea delle loro 39 yard, con 15 yard concesse per la penalità, al termine della quale sarebbe terminata la gara.
Dopo lo snap tutti i ricevitori dei Packers corsero verso la end zone con Aaron Rodgers che nel frattempo cercava di prendere tempo prima di lanciare in modo da permettere ai suoi compagni di arrivare in fondo al campo: dopo essersi spostato a sinistra, Rodgers cambiò direzione e corse verso la sua destra, evitando i tentativi dei difensori avversari di placcarlo. A quel punto il quarterback lanciò un passaggio dell'Ave Maria in end zone da 61 yard di distanza. La palla, lanciata molto alta, discese verso la end zone dove l'ultimo ad arrivare fu Richard Rodgers che saltò proprio di fronte a tutti i difensori avversari, prese la palla al volo nel punto più alto e ricadde senza essere contrastato nella presa, segnando così il touchdown della vittoria 27-23 per i Packers.
Per molti commentatori il lancio di Aaron Rodgers, che fu eseguito molto alto e curvo proprio per concedere ulteriore tempo ai ricevitori di posizionarsi, ebbe una lunghezza effettiva tra le 66 e le 68 yard e arrivò a sfiorare la copertura dello stadio.
Il capo-allenatore dei Packers Mike McCarthy dichiarò che la giocata era riuscita grazie al lanciò così preciso e arcuato da dar tempo ai compagni di arrivare in end zone e alle doti atletiche di Richard Rodgers che aveva sfruttato la sua esperienza nella pallacanestro per prendere al volo la palla.

## Telecronache
- Commento della giocata dei telecronisti Jim Nantz e Phil Simmins al Thursday Night Football sulla CBS:

Nantz: Quanto lontano può lanciarlo Rodgers?
Simms: Può arrivare in end zone se esce dalla tasca e se prende un po' di rincorsa, ma poi i ricevitori possono arrivare abbastanza in fondo al campo?
Nantz: Rodgers in difficoltà...
Simms: Ci arriverà
Nantz: Ieri ha compiuto 32 anni, ha in sé un momento vintage? In end zone...
SI PRESA! PER LA VITTORIA!!!
Richard Rodgers con un touchdown in uscita! I Packers chiudono la partita! Totale incredulità al Ford Field. I Packers, salvati dalla chiamata della penalità per face mask, hanno avuto un'ultima possibilità, e Aaron Rodgers l'ha lanciata il più lontano possibile, e Richard Rodgers, che si lancia in end zone per il touchdown.

- Commento della giocata dei radiocronisti Wayne Larrivee e Larry McCarren della radio dei Packers:

Larrivee: Snap per Rodgers, si sposta sulla sua sinistra, sotto pressione scarta a destra, fugge, guarda il lato destro, lanciò curvo in alto e in profondità verso la end zone ... 
ed è PRESO! PRESO PER UN TOUCHDOWN!!!
Presa da touchdown in salto e i Packers hanno vinto!
McCarren:Incredibile
Larrivee: I Packers hanno vinto ... su una giocata aggiuntiva

## Controversia sulla penalità

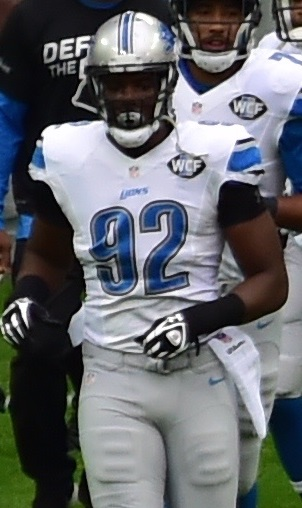
Il defensive end Devin Taylor su cui fu chiamata la penalità di face mask

La penalità chiamata a Taylor di face mask, determinante per quanto accaduto poi, generò varie polemiche in quanto in alcuni replay dell'azione non sembrava che il difensore dei Lions avesse effettivamente commesso tale fallo sul quarterback dei Packers. 
Dean Blandino, vice presidente NFL addetto agli arbitri, poco dopo la gara supportò la chiamata fatta dall'arbitro scrivendo su Twitter:

"Mani sulla maschera, veloce presa con le dita, testa che si gira. Vista a velocità normale l'arbitro darà quasi sempre penalità".

L'anno seguente, durante una visita degli arbitri al campo di allenamento estivo dei Lions, a Carl Cheffers, arbitro che aveva chiamato la penalità su Taylor, fu chiesta un'opinione su quanto accaduto e lui si disse sicuro che era fallo.

## Tabellino
| Arbitro: | Carl Cheffers |

| |            | |
| R. Cobb 5':53" Q3 (TD) fumble recuperato in end zone M. Crosby 5':53" Q3 (pat) D. Adams 4':12" Q3 (TD) ricezione da 8 yd M. Crosby 4':12" Q3 (pat) A. Rodgers 3':12" Q4 (TD) corsa da 17 yd M. Crosby 3':12" Q4 (pat) R. Rodgers 0':0" Q4 (TD) ricezione da 61 yd | Marcatori  | M. Prater 8':53" Q1 (FG) 51 yd E. Ebron 1':53" Q1 (TD) ricezione da 3 yard M. Prater 1':53" Q1 (pat) C. Johnson 1':8" Q1 (TD) ricezione da 17 yd M. Prater 1':8" Q1 (pat) M. Prater 8':58" Q3 (FG) 34 yd M. Prater 7':11" Q4 (FG) 42 yd |
| Mike McCarthy | Allenatori | Jim Caldwell |

## Conseguenze
Per i Packers questa vittoria fu fondamentale per salvare la stagione riuscendo poi a qualificarsi ai play-off come Wild Card.
Al contrario per i Lions la sconfitta subita compromise la loro annata portandoli a fine stagione a non riuscire ad accedere alla post-season.
Aaron Rogers dopo aver completato con successo questo passaggio dell'Ave Maria si ripeté altre due volte nel giro di 13 mesi tanto da venire poi chiamato "Il Re dell'Ave Maria" (The Hail Mary's King).